# PRO Chess League

De PRO Chess League is een internationaal online schaaktoernooi. De volledige naam van het toernooi is Professional Rapid Online  Chess League. Het is de opvolger van het United States Chess League (USCL). Het toernooi wordt gespeeld op de website van Chess.com.

## Speeldata
Groepsronden
- 11 januari 2017
- 18 januari 2017
- 25 januari 2017
- 1 februari 2017
- 11 februari 2017
- 15 februari 2017

Playoffs
- 1 maart
- 8 maart
- 15 maart

Halve finale
- 25 maart

Finale
- 26 maart

## Teams
In totaal doen er dit jaar 48 teams mee, waaronder 2 uit Nederland. De teams moeten geformeerd zijn uit 4-10 spelers uit eenzelfde regio. Uit Nederland doen de Amsterdam Mosquitos en de Apeldoorn Apes mee.
De 48 teams zijn onderverdeeld in 4 groepen van 12 teams, gebaseerd op locatie. De vier groepen zijn: Atlantisch, Pacifisch, Centraal en West.

### Atlantische teams
1. Atlanta Kings
2. Buenos Aires Krakens
3. Carolina Cobras
4. Columbus Cardinals
5. Miami Champions
6. Montreal Chessbrahs
7. New Jersey Knockouts
8. New York Knights
9. Patagonia Penguins
10. Philadelphia Inventors
11. Toronto Dragons
12. Montclair Sopranos

### Pacifische teams
1. Dallas Destiny
2. Minnesota Blizzard
3. Portland Rain
4. Rio Grande Ospreys
5. San Diego Surfers
6. San Francisco Mechanics
7. San Jose Hackers
8. Seattle Sluggers
9. St. Louis Arch Bishops
10. Webster Windmills
11. Las Vegas Desert Rats
12. Pittsburgh Pawngrabbers

### Centrale teams
1. Abuja Rockstars
2. Amsterdam Mosquitoes
3. Apeldoorn Apes
4. Cannes Blockbusters
5. Dublin Desperadoes
6. Hamburg Swashbucklers
7. London Towers
8. Stockholm Snowballs
9. Reykjavik Puffins
10. London Lions
11. Lagos Leatherbacks
12. Marseille Migraines

### Oosterse teams
1. Belgrade Sparrows
2. Budapest Gambit
3. Delhi Dynamite
4. Gorky Stormbringers
5. Johannesburg Koeksisters
6. Ljubljana Direwolves
7. Mumbai Movers
8. Odisha Express
9. Riga Magicians
10. Shymkent Nomads
11. Norway Gnomes
12. Amaravati Yodhas

## Speelschema[3]

### Ronde 1, 11 januari

#### Atlantic
- Atlanta - Miami
- Buenos Aires - New Jersey
- Carolina - Philadelphia
- Columbus - Patagonia
- Montreal - New York
- Toronto - Montclair

#### Pacific
- Dallas - St. Louis
- Minnesota - Portland
- Rio Grande - Las Vegas
- San Diego - Seattle
- San Francisco - Pittsburgh
- San Jose - Webster

#### Centraal
- Abuja - Londen Lions
- Amsterdam - Stockholm
- Apeldoorn - Cannes
- Dublin - Lagos
- Hamburg - Reykjavik
- Londen Towers - Marseille

#### Oost
- Belgrade - Odisha
- Budapest - Mumbai
- Delhi - Ljubljana
- Gorky - Johannesburg
- Riga - Norway
- Shymkent - Amaravati

### Ronde 2, 18 januari

#### Atlantic
- Atlanta - Philadelphia
- Buenos Aires - Patagonia
- Carolina - Columbus
- Miami - New York
- Montreal - Toronto
- New Jersey - Montclair

#### Pacific
- Dallas - Rio Grande
- Minnesota - Pittsburgh
- Portland - Seattle
- San Diego - Las Vegas
- San Francisco - San Jose
- St. Louis - Webster

#### Centraal
- Abuja - Lagos
- Amsterdam - Apeldoorn
- Cannes - Marseille
- Dublin - Hamburg
- Londen Lions - Londen Tower
- Stockholm - Reykjavik

#### Oost
- Belgrade - Budapest
- Delhi - Mumbai
- Gorky - Shymkent
- Johannesburg - Norway
- Ljubljana - Riga
- Odisha - Amaravati

## Stand
laatste update: 20-1-2017

### Atlantic
| Club         | Wins | Verlies | Tiebreaks | Bordpunten |
| ------------ | ---- | ------- | --------- | ---------- |
| Philadelphia | 2    | 0       | 1,5       | 21,5       |
| Montclair    | 2    | 0       | 1         | 17         |
| Montreal     | 2    | 0       | 0         | 19         |
| Miami        | 1,5  | 0,5     | 0,5       | 18         |
| New Jersey   | 1    | 1       | 3         | 16         |
| Carolina     | 1    | 1       | 2         | 18         |
| Buenos Aires | 1    | 1       | 2         | 16,5       |
| Patagonia    | 1    | 1       | 1         | 19         |
| Atlanta      | 0,5  | 1,5     | 3.5       | 13         |
| Toronto      | 0    | 2       | 4         | 14,5       |
| New York     | 0    | 2       | 3,5       | 12         |
| Columbus     | 0    | 2       | 2         | 7,5        |

### Pacific
| Club          | Wins | Verlies | Tiebreaks | Bordpunten |
| ------------- | ---- | ------- | --------- | ---------- |
| San Jose      | 2    | 0       | 2         | 21         |
| San Diego     | 2    | 0       | 1         | 19,5       |
| Minnesota     | 2    | 0       | 0         | 19,5       |
| Webster       | 1    | 1       | 3         | 14         |
| Dallas        | 1    | 1       | 2         | 18         |
| Seattle       | 1    | 1       | 2         | 17,5       |
| St. Louis     | 1    | 1       | 2         | 16,5       |
| San Francisco | 1    | 1       | 2         | 16         |
| Rio Grande    | 1    | 1       | 1         | 14         |
| Las Vegas     | 0    | 2       | 3         | 14         |
| Pittsburgh    | 0    | 2       | 3         | 13         |
| Portland      | 0    | 2       | 3         | 9          |

### Centraal
| Club          | Wins | Verlies | Tiebreaks | Bordpunten |
| ------------- | ---- | ------- | --------- | ---------- |
| Amsterdam     | 2    | 0       | 1         | 19         |
| Cannes        | 2    | 0       | 1         | 18,5       |
| Hamburg       | 1,5  | 0,5     | 1,5       | 17,5       |
| Marseille     | 1    | 1       | 3         | 17         |
| Stockholm     | 1    | 1       | 2,5       | 15,5       |
| Londen Towers | 1    | 1       | 2         | 19         |
| Londen Lions  | 1    | 1       | 2         | 15,5       |
| Dublin        | 1    | 1       | 1,5       | 20,5       |
| Abuja         | 1    | 1       | 1         | 13         |
| Reykjavik     | 0,5  | 1,5     | 2,5       | 14,5       |
| Apeldoorn     | 0    | 2       | 4         | 13         |
| Lagos         | 0    | 2       | 2         | 8          |

### Oost
| Club         | Wins | Verlies | Tiebreaks | Bordpunten |
| ------------ | ---- | ------- | --------- | ---------- |
| Gorky        | 2    | 0       | 1         | 21         |
| Budapest     | 2    | 0       | 1         | 20         |
| Odisha       | 2    | 0       | 0         | 19         |
| Riga         | 1,5  | 0,5     | 2         | 18,5       |
| Mumbai       | 1    | 1       | 2,5       | 16,5       |
| Shymkent     | 1    | 1       | 2         | 17,5       |
| Norway       | 1    | 1       | 1,5       | 20         |
| Ljubljana    | 1    | 1       | 2         | 16         |
| Delhi        | 0,5  | 1,5     | 2         | 13         |
| Belgrade     | 0    | 2       | 4         | 12,5       |
| Amaravati    | 0    | 2       | 3         | 12         |
| Johannesburg | 0    | 2       | 3         | 6          |